# Quaderni russi
Quaderni russi è il titolo di un romanzo grafico del 2011 dell'autore italiano Igort, che ne ha curato testi e disegni.

## Storia editoriale
La prima edizione, che reca il sottotitolo La guerra dimenticata del Caucaso, apparve nel 2011 nella collana Strade Blu di Arnoldo Mondadori Editore. Nel 2014 uscì un'edizione riveduta e ampliata per la Coconino Press, nella collana Dokumenta, con il nuovo sottotitolo Sulle tracce di Anna Politkovskaja, poi ristampata nel 2021 dalla casa editrice Oblomov.

## Contenuto
L'autore ripercorre le vicende degli ultimi anni di Anna Politkovskaja, giornalista russa assassinata nel 2006 per le sue inchieste scomode sulle atrocità commesse durante la guerra in Cecenia. Si reca a Mosca per vedere i posti dove visse e incontrare i suoi collaboratori. A Parigi intervista Galina Ackerman, amica e traduttrice dei suoi libri in francese.
L'autore traduce quindi in immagini sequenziali i racconti e le testimonianze raccolte da Anna, sia quelli provenienti da militari russi che quelli da civili ceceni. Traccia un parallelismo con lo sterminio dei kulaki nel periodo tra le due guerre mondiali e cerca di comprendere dove risieda la capacità del popolo russo di sopportare tante privazioni e tirannie, citando la tesi del mistico ucraino Paissij Velichkovskij che questa risieda nella fede ortodossa.

## Edizioni
- Igort, Quaderni russi: La guerra dimenticata del Caucaso, collana Strade blu, Milano, Mondadori, 2011, ISBN 978-88-04-61379-4.
- Igort, Quaderni russi: Sulle tracce di Anna Politkovskaja, collana Dokumenta, Bologna, Coconino Press, 2015, ISBN 978-88-7618-280-8.
- Igort, Quaderni russi: Sulle tracce di Anna Politkovskaja, collana Herriman, Quartu Sant'Elena, Oblomov, 2021, ISBN 978-88-314-5918-1.